# Computer Telephony Integration
Computer Telephony Integration, auch bekannt als Rechner-Telefonie-Integration oder CTI, ist eine allgemeine Bezeichnung für jede Technologie, die die Koordination von Interaktionen über Telefon und Computer ermöglicht. Der Begriff wird vorwiegend verwendet, um Desktop-basierte Interaktion zu beschreiben, die den Nutzern mehr Effizienz bietet, kann aber auch auf Server-basierte Funktionen, wie etwa die automatische Anrufweiterleitung, verweisen.

## Übliche Funktionen

### Nach Anwendungstyp
EDV steuert Telefonanlage
CTI ermöglicht, aus Computerprogrammen heraus, den automatischen Aufbau, die Annahme und Beendigung von Telefongesprächen, den Aufbau von Telefonkonferenzen, das Senden und Empfangen von Faxnachrichten, Telefonbuchdienste, sowie die Weitervermittlung von Gesprächen. CTI-Anwendungen laufen in der Regel entweder auf dem Desktop des Nutzers oder auf einem unbeaufsichtigten Server.
Übliche Desktop-Funktionen, die von CTI-Anwendungen bereitgestellt werden:
- Dialogfenster – Anzeige mit Anrufinformationen (Nummer des Anrufers (ANI=Automatic Number Identification), gewählte Nummer (DNIS = Dialed Number Identification Service) und Dialogfenster bei Entgegennahme des Anrufes, mit oder ohne den Anschlussdaten. Diese Funktion wird im Allgemeinen genutzt, um mithilfe einer Business-Anwendung nach näheren Angaben zum Anrufer zu suchen.)
- Wählen – Automatische Einwahl und computergesteuerte Einwahl (Power Dialing, Preview Dialing, Predictive Dialing).
- Telefonsteuerung – Umfasst Anrufsteuerung (Anrufe entgegennehmen, auflegen, halten, Konferenzschaltung etc.) und Funktionskontrolle (DND (nicht stören), Anrufweiterleitung etc.).
- Durchstellen von Anrufen – Koordinierter Transfer von Anrufen und Daten zwischen zwei Gesprächsteilnehmern (d. h. Weiterleiten des Dialogfensters mit dem Anruf).
- Callcenter – Ermöglicht den Nutzern, sich als Callcenter-Agent einzuloggen und ihren Status als Agent zu steuern (Bereit, Beschäftigt, Nicht bereit, Pause etc.).

Telefonanlage steuert EDV
Über eine automatische Anruferidentifikation kann der passende Datensatz mit Kundendaten aus einer Datenbank auf einen Bildschirm gebracht werden. Weiterhin können CTI-Programme (je nach Anbieter) ein Journal über die geführten Gespräche führen. Diese Technologie wird vor allem von Callcentern genutzt. Übliche Server-Funktionen, die von CTI-Anwendungen bereitgestellt werden:
- Anrufweiterleitung – Die automatische Weiterleitung von Anrufen zu einem neuen Zielanschluss basiert auf Kriterien, die in der Regel einen Datenbankaufruf der Nummer des Anrufers (ANI) oder der gewählten Nummer (DNIS) beinhalten.
- Erweiterte Funktionen für Anrufberichte – Die detaillierten Daten von der CTI-Anwendung stellen überdurchschnittlich gute Anrufberichte bereit.
- Integration von Sprachaufzeichnungen – Die detaillierten Daten von der CTI-Anwendung bereichern jene Daten, welche aus den aufgezeichneten Gesprächen gespeichert wurden.

## Ausführungen
Computer-Telefon-Verbindungen können in zwei Kategorien unterteilt werden:

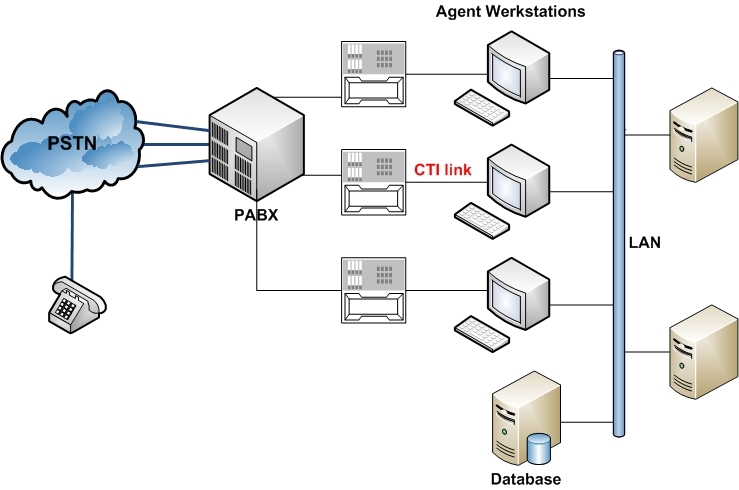
Anrufsteuerung durch den Nutzer

### Anrufsteuerung durch den Nutzer (First Party Call Control)
Funktioniert, als ob es eine direkte Verbindung zwischen dem Computer des Nutzers und dem Telefon gäbe. Als Beispiele wären ein Modem oder ein Telefon, das direkt an den Computer angeschlossen ist, zu nennen. Typischerweise kann nur der mit dem Telefon verbundene Computer die Anrufe steuern, indem Befehle direkt an das Telefon geleitet werden. Diese Art der Verbindung eignet sich somit nur für Desktop-Anwendungen. Der Nutzer des Computers kann im Allgemeinen alle Funktionen des Telefons nach Belieben steuern.

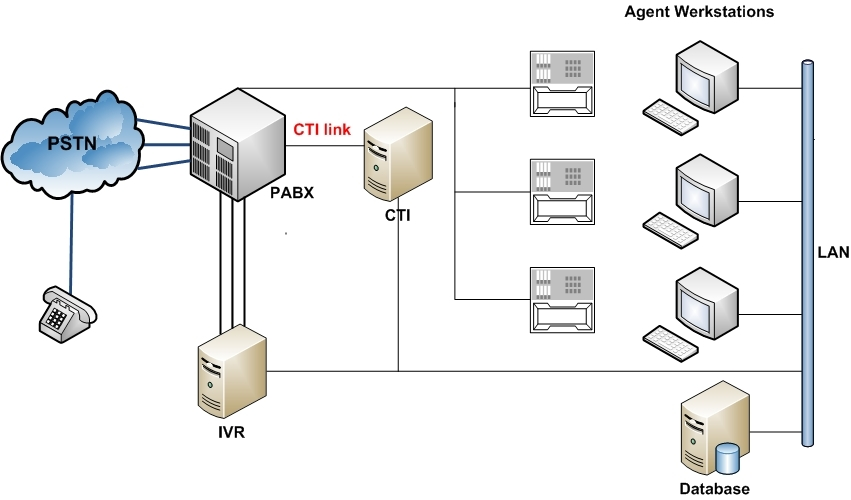
Anrufsteuerung durch Dritte

### Anrufsteuerung durch Dritte (Third Party Call Control)
Interaktionen zwischen einer beliebigen Anzahl von Computern und Telefonen werden auf/von einem dedizierten Telefonie-Server geführt/koordiniert. Folglich steuert der Server, welche Informationen und Funktionen dem Nutzer zur Verfügung stehen. Der Computer des Nutzers verwendet im Allgemeinen das lokale Netzwerk, um sich mit dem Telefonie-Server zu verbinden.
Die Computer Telephony Integration ist ein Leistungsmerkmal, das von vielen Telefonanlagen unterstützt wird.

## CTI-Systeme in der Praxis
In der Praxis sind die Systeme häufig in E-Mail-Programmen, zum Beispiel Microsoft Outlook oder IBM Notes, integriert und verfügen über eine TAPI-Schnittstelle. Dadurch können unter anderem gespeicherte Kontakte direkt aus dem E-Mail-Programm heraus angerufen werden. Journal-Funktionen legen zum Beispiel alle Notizen, die ein Sachbearbeiter während des Gesprächs macht, gemeinsam mit den Kontaktdaten ab. Der Telefonierende kann gegebenenfalls sofort auf die gesamte Historie des Kundenkontaktes zugreifen und spart so unnötiges Nachfragen. Zudem bieten manche CTI-Module auch Fax-Funktionalität. Mittels standardisierter Schnittstellen können bei einigen Produkten CRM- oder Backend-Systeme angebunden werden.

## Geschichte und wichtige Technologien
Die Ursprünge der CTI können in der Technologie der Dialogfenster (oder Pop-ups) gefunden werden. Dadurch können die aus den Telefonanlagen gesammelten Daten als Eingabedaten verwendet werden, um Kundeninformationen von den Datenbanken abzufragen und den Bildschirm des Kundendienstmitarbeiters mit ebendiesen Daten aufzufüllen. Dies führt schließlich dazu, dass der Agent das erforderliche Dialogfenster bereits vor dem Telefonat mit dem Kunden auf seinem/ihrem Terminal einsehen kann.
Diese Technologie verbreitete sich anfangs in Märkten wie Nordamerika und den westeuropäischen Ländern sehr weit.
Es gab mehrere Standards, die einen großen Einfluss auf die „Normalisierung“ der Branche ausübten und bis dahin nichtöffentlich und Eigentum der Anbieter von Nebenstellenanlagen (PBX) und automatischen Anrufverteilern (ACD) gewesen waren. Die von Anbietern am häufigsten verwendete Schnittstelle ist der CSTA-Standard der ECMA. Andere bekannte CTI-Standards in der Branche sind JTAPI, TSAPI und TAPI. JTAPI, die Java Telephony-API, wird von Sun gefördert; TSAPI erfuhr ursprünglich von AT&T (später von Lucent und dann von Avaya) und Novell Werbung; und auch Microsoft startete seine eigene Initiative – so wurde TAPI geboren, die vor allem von Windows-Anwendungen Unterstützung erfuhr. Alle diese Standards verlangten von den PBX-Anbietern die Programmierung eines speziellen Treibers, dessen Unterstützung anfangs sehr langsam Fahrt aufnahm.
Zwei weitere wichtige Akteure in der Branche waren Digital Equipment Corporation und Tiger Software (jetzt Mondago). Digital Equipment Corporation entwickelte das Softwareprodukt CT Connect, welches eine anwendungsneutrale Middleware umfasst. CT Connect wurde dann an Dialogic verkauft, die wiederum von Intel erworben wurden. Diese als CT Connect bekannte CTI-Software wurde 2005 an Envox Worldwide verkauft. Tiger Software produzierte indes die SmartServer-Suite, die in erster Linie darauf ausgerichtet war, es den Anbietern von CRM-Anwendungen zu ermöglichen, ihren bestehenden Anwendungen mit minimalem Aufwand CTI-Funktionen hinzuzufügen. Nach der späteren Umbenennung in Mondago fing Tiger Software mit der Produktion der Go Connect-Serveranwendung an, welche anderen CTI-Anbietern behilflich ist, mit einer breiteren Palette von Telefonanlagen integrieren zu können.
Bis 2008 hatten sich die meisten PBX-Anbieter nach einem oder zwei der TAPI-, CSTA- oder TSAPI-Standards ausgerichtet. Zu den Befürwortern von TSAPI zählten Avaya und Telrad, während Siemens (jetzt Unify), Aastra, DeTeWe, Toshiba und Panasonic CSTA förderten. Die Mehrheit (siehe Hauptartikel über TAPI, um Einzelheiten zu erfahren) bevorzugte hingegen TAPI. Ein paar Anbieter förderten proprietäre Standards: Mitel, Broadsoft, Digium und die meisten gehosteten Plattformen. CT Connect und Go Connect stellten somit einen wichtigen Middle-Layer zur Übersetzung bereit, was die Nebenstellenanlage befähigt, in ihrem bevorzugten Protokoll zu kommunizieren, während eine Anwendung mit ihrem bevorzugten Protokoll kommunizieren kann.

## CSTA
Computer Supported Telecommunications Applications (CSTA) ist der Name einer von der ECMA standardisierten Protokollspezifikation, die für den Datenverkehr zwischen einer Telefonanlage und Computerprogrammen verwendet wird. Diese Spezifikation ist wie viele andere Protokolle in der Telekommunikation in ASN.1 verfasst. Das CSTA-Protokoll definiert nur die übertragenen Daten, nicht jedoch die Transportschicht. Zur Codierung der Datenströme werden Basic Encoding Rules (CSTA Phase I, II, und III) sowie XML Encoding Rules (CSTA Phase III) verwendet. Das CSTA-Protokoll kann über verschiedene Medien (Seriell, ISDN, TCP/IP) transportiert werden.
Die neueste Variante ist uaCSTA (ECMA Technical Report TR/87). Diese für sogenannte User Agents eingeführte Variante wurde mit einem eingeschränkten Umfang geschaffen, welche ausschließlich XML zur Codierung verwendet.